# Birklehof
Die Schule Birklehof ist ein reformpädagogisches Internat und Gymnasium mit ganzheitlichem Schulkonzept in Hinterzarten im Südschwarzwald.
Der Birklehof gehört Round Square an, einem internationalen Zusammenschluss von Internatsschulen mit gemeinsamer Zielsetzung. Diese Schulen unternehmen zusammen internationale soziale Projekte und pflegen Schüleraustausch quer über alle Kontinente. Außerdem ist der Birklehof Mitglied in der Internate Vereinigung sowie im Schulverbund Blick über den Zaun.
Die Schule gehört postalisch zu Hinterzarten, obwohl sich die Mehrheit der Gebäude auf der Gemarkung Breitnau befindet. Das Gebäude Studio liegt auf der Gemarkungsgrenze und wird daher gelegentlich für gemeinsame Gemeinderatsbeschlüsse der beiden Gemeinden genutzt, die laut Gemeindeordnung auf der jeweiligen Gemarkung stattfinden müssen.

## Geschichte
Seinen Namen erhielt der Birklehof von Adam Birkle, der ihn von seinem Schwiegervater Moritz Hecht († 1608) erbte. Die Familie Hecht hatte den Hof schon längere Zeit besessen, von dem eine Legende berichtet, er sei einst das Messmer-Haus zur Kapelle St. Oswald im Höllental (Schwarzwald) gewesen.

### 1932 bis 1944
Die Schule Birklehof wurde 1932 als Schwesterschule von Schloss Salem gegründet, die der Pädagoge Kurt Hahn leitete. Eigentümer des Birklehofs, der als Landerziehungsheim für Jungen und Mädchen gegründet wurde, war Hans Wendelstadt.
Ab 1933 wurde die Schule von Wilhelm Kuchenmüller geleitet. Von 1940 bis 1942 unterrichtete der spätere Heidelberger Religionsphilosoph Georg Picht am Birklehof. Er verließ die Schule jedoch, da er Kuchenmüller vorwarf, die Verstaatlichung der Schule durch die Nationalsozialisten zu fördern. Allerdings wird an anderer Stelle berichtet, dass Kuchenmüller bis fast zum Ende „Nichtarier“ als Schüler behielt und Lehrer beschäftigte, die im Staatsdienst aus politischen Gründen keine Anstellung mehr finden konnten. Im Sommer 1944 wurde die Schule geschlossen.

### 1945 bis 1960
Nach dem Zweiten Weltkrieg wurde die Schule am 7. Januar 1947 wieder eröffnet, auf Wunsch von Wendelstadt mit Georg Picht als Schulleiter. Den Anfang machten 12 interne und etwa 50 externe Schüler. Im Jahr 1947 zerstörte ein Brand Teile des Haupthauses. Am 26. November 1949 wurde der Verein der Schule Birklehof e. V. gegründet, im Jahr darauf erfolgten der Eintrag in das Vereinsregister sowie die Anerkennung der Gemeinnützigkeit.
Im gleichen Jahr wurde Hans Döhmer eingestellt, um Wendelstadt bei der Geschäftsführung zu unterstützen. Zusammen mit einem Steuerberater zeigte er auf, wie schlecht es um die Finanzen der Schule stand. Dies führte zum Rücktritt von Wendelstadt als Geschäftsführer, und Döhmer übernahm dessen Aufgaben. Nach längeren Pachtvertragsverhandlungen gelang es dem Schulträger 1954, das Gelände von Wendelstadt und seiner Familie zu kaufen. In den folgenden Jahren engagierte sich Picht in der Bildungspolitik, wo er unter anderem mit seinem ehemaligen Lateinlehrer Leo Wohleb zu tun hatte. Bereits im Sommer 1952 war der Birklehof auf Betreiben Pichts Tagungsort der Hinterzartener Hochschulreformkonferenz gewesen. 1955 trat Picht von der Schulleitung zurück, da die von ihm zu Beginn seiner Tätigkeit angekündigten 10 Jahre Schulleitung vorüber waren. Er wurde Vorstandsvorsitzender im Schulverein. Seine Nachfolge trat eine Dreierspitze („Triumvirat“) aus Unterrichtsleiter Rudolf Till, Internatsleiter Ludwig Herchenröther und Wirtschaftsleiter Hans Döhmer an.

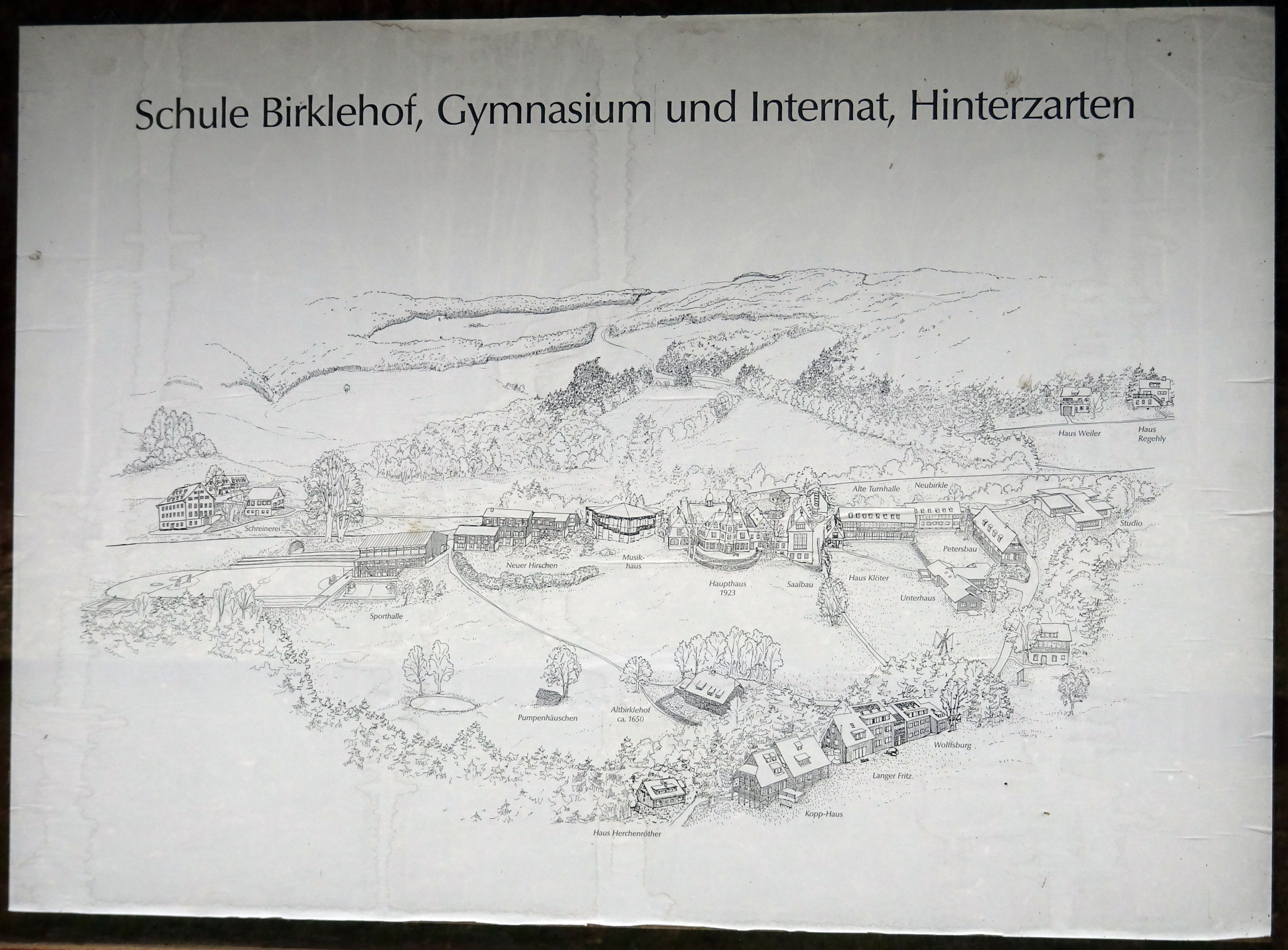
Gebäudeplan

Döhmer begann ab 1953 mit einem Ausbauprogramm zur Erweiterung des Gebäudebestands auf dem Schulgelände. Östlich des Haupthauses wurden mit dem Haus Neubirkle, der Turnhalle, dem Petersbau und dem Haus Klöter zahlreiche Internats-, Unterrichts- und Wirtschaftsräume sowie Wohnungen für Mitarbeiter neu geschaffen.
1959 verließ Till den Birklehof und ging an die Universität Erlangen. Bereits im Vorfeld begab man sich auf die Suche nach jemandem, der die Nachfolge übernehmen könnte. Zu den damals erwogenen und teilweise angefragten Personen gehörten Klaus Ritter, Heinz Haerten, Dieter Sauberzweig, Karl Friedrich Scheidemann, Charlotte von der Schulenburg, Hartmut von Hentig, Axel von dem Bussche sowie Kurt Thomas. Letzterer war bis 1963 im Gespräch, um im Birklehof ein Musikgymnasium zu realisieren.

### Seit 1961
Der Schulvorstand bestimmte schon im April 1961 den SPD-nahen Publizisten Helmut Lindemann zum Nachfolger, der jedoch kein Jahr im Amt verblieb. 1963 übernahm der Altphilologe  Klaus Weidauer die Position des Schulleiters und bekleidete sie bis 1985. Von 1985 bis 2002 leitete der Historiker Götz Plessing die Internatsschule, der zuvor an der Schule Schloss Salem unterrichtet hatte. Ihm folgte bis zum Ende des Schuljahres 2011/2012 Christof Laumont als Schulleiter, bevor er von Henrik Fass abgelöst wurde. Im Februar 2023 wechselte Fass an die Schule Schloss Salem, seitdem leitet Rüdiger Hoff den Birklehof.
Das in den 1950er Jahren begonnene Ausbauprogramm wurde ab 1965 mit der Errichtung vier weiterer Gebäude auf dem Schulgelände fortgesetzt, dem Studio, dem Unterhaus, dem Musikhaus und dem Neuen Hirschen. Im Zuge der Trassenverlagerung der Bundesstraße 31 wurde schließlich in der zweiten Hälfte der 1970er Jahre die Neuanlage des Sportplatzes notwendig und es wurde eine neue Sporthalle gebaut.
Als im Jahr 2010 Missbrauchsfälle an der Odenwaldschule im hessischen Heppenheim untersucht wurden, mit der der Birklehof in den 1940er und 1950er Jahren zusammen an einer Reform der Oberstufe gearbeitet hatte, unternahm die Leitung des Birklehofs ebenfalls Nachforschungen in diese Richtung. Dabei wurden Anschuldigungen gegen einen örtlichen Mediziner laut, der über Jahrzehnte Sprechstunden im Birklehof abgehalten hatte und dabei Mädchen und Jungen missbraucht haben soll. Das in diesem Zusammenhang von der Staatsanwaltschaft Freiburg Ende März 2010 eingeleitete Ermittlungsverfahren gegen den Arzt wurde einige Monate später ohne Auflagen eingestellt. Für eine schuldhafte Handlung wurden keine Anzeichen gesehen. Daneben wurde von einem gewalttätigen Lehrer berichtet sowie von drei Lehrkräften, die infolge sexueller Belästigung in den 1950er Jahren entlassen worden seien.

## Konzept
Der Birklehof verbindet die schulische Ausbildung mit einem ganzheitlichen Erziehungskonzept. Das bedeutet, dass die Schüler nicht nur auf das Abitur hinarbeiten, sondern sich zugleich in der Gemeinschaft zu weltoffenen, leistungsfähigen und verantwortlichen Menschen entwickeln sollen. Erwerben von Schlüsselqualifikationen wie soziale Kompetenzen, freies Sprechen und Präsentieren von Inhalten vor größeren Gruppen, das Moderieren von Gruppeninteraktionen, Selbstständigkeit und Verantwortungsbereitschaft sind Schwerpunkte der internatlichen und schulischen Erziehung. Grundlage dieses Konzepts ist ein „Moderner Humanismus“. Der Birklehof misst Sprachen und Naturwissenschaften die gleiche Bedeutung zu. Musikalisches, künstlerisches und sportliches Engagement haben einen hohen Stellenwert im schulischen Alltag. Begegnungen mit Menschen aus aller Welt sollen zu auch international verantwortlichem Handeln anregen.
Finanziert wird der Betrieb des Birklehofs überwiegend aus von den Eltern zu bezahlenden Schul- und Internatsgebühren sowie Spenden. Knapp 20 % des Gesamtbudgets erhält der gemeinnützige Verein Schule Birklehof e. V. im Rahmen der Privatschulfinanzierung vom Land Baden-Württemberg. Bei der Finanzierung von unterschiedlichen Schwerpunktthemen und von Stipendien arbeitet die Schule mit der Vector Stiftung, der Gisela und Erwin Sick Stiftung, der Josef Wund Stiftung, der Neumayer Stiftung sowie der Esther und Silvius Dornier Stiftung zusammen.

## Schulisches Profil
Als staatlich anerkanntes, konfessionell nicht gebundenes Gymnasium hat der Birklehof ein naturwissenschaftliches, ein sprachliches sowie ein musisches Profil. Alle Schüler, die 2004 oder später in die 5. Klasse kommen, legen das Abitur nach 12 Schuljahren ab. Schule und Internatszimmer bieten Zugang zum Internet. Die neuen Medien werden produktiv in Unterricht und Gemeinschaftsleben integriert.
Der Musikunterricht in der Unterstufe wird am Birklehof nach der „Music Learning Theory“ von Edwin E. Gordon erteilt. Das bedeutet, dass die Schüler nicht über aufgezeichnete Noten oder Melodien an die Musik herangeführt werden, sondern über das Singen und Hören von Tönen, die sich ihnen als inneres Tonrepertoire einprägen. So wird den Schülern früh ein eigenständiger, kreativer Umgang mit Musik als Ton-Sprache ermöglicht.
Als freie – wiewohl staatlich anerkannte – Schule hat der Birklehof das normale Unterrichtspensum um eigene Angebote erweitert: Die wöchentliche Schulversammlung, die Spielstunde in Klasse 5 und 6, IT-Unterricht und Textiles Gestalten in den Klassen 6 und 7, Werken und Töpfern in Klasse 8 und 9, der Nachmittagssport.

## Zusammensetzung der Schülerschaft
Etwa 130 Schülerinnen und Schüler leben im Internat auf dem Schulgelände, weitere 50 kommen aus der näheren Umgebung und besuchen das Tagesinternat. Nach Angaben des ehemaligen Schulleiters Henrik Fass hat die Schule Obergrenzen für die Zahl ausländischer Schüler festgelegt: ab der neunten Klasse würden „pro Jahrgang maximal drei bis vier chinesische Schüler“ aufgenommen. Dabei arbeite man mit einer Vermittlerin in China zusammen, die Schüler würden einem „strengen Auswahlverfahren“ unterzogen. Insgesamt nehme die Schule „maximal 20 Prozent ausländische Schüler“ auf und von diesen „nicht zu viele aus einem bestimmten Land“. Die tatsächlichen Zahlen etwa der Absolventinnen und Absolventen der Abiturjahrgänge 2021 und 2022 überschreiten diese Quoten allerdings deutlich. Von den insgesamt 60 Abiturienten dieser Jahrgänge stammten 35 % aus dem Ausland: 20 % aus China und der Russischen Föderation, weitere 15 % aus Vietnam, der Schweiz, Frankreich, Luxemburg und Afghanistan. Aus Baden-Württemberg kamen 35 %, aus den übrigen Bundesländern 30 %.
Das Schulgeld für die internen Schüler beträgt ohne Nebenkosten 48.600 € pro Jahr.  Ähnlich der Schule Schloss Salem, aus der der Birklehof 1932 hervorging, bedingen die Kosten eine Zusammensetzung der Schülerschaft aus vorwiegend wohlhabenden Familien. Georg Picht hatte bereits 1956 auf diese Tatsache hingewiesen: „Der Birklehof ist zwar nicht seiner Gesinnung, wohl aber den wirtschaftlichen Bedingungen nach, denen er sich zu fügen hat, in dem Sinne eine ‚Kapitalisten-Schule‘, dass er zum größten Teil solche Schüler aufnehmen muss, deren Eltern das hohe Schulgeld aufbringen können.“
Der Birklehof schreibt alljährlich Schulen in ganz Deutschland an, um interessierte Schüler für das Internat zu gewinnen. Nach eigenen Angaben werden an etwa 20 bis 25 % der internen Schüler Teilfreistellen und Stipendien vergeben. Mit Leistungsstipendien wendet sich die Schule an besonders begabte und interessierte Schüler.

## Ganzheitliche Förderung
Rund 40 Arbeitsgemeinschaften bieten jedem Schüler die Möglichkeit, seinen Interessen und Fähigkeiten nachzugehen. Schwerpunkte liegen bei Musik, Theater, Kunst(handwerk) und den Freiluft-Sportarten. In der unmittelbaren Umgebung des Birklehofs bieten sich Möglichkeiten zum Mountainbiken, Skifahren, Reiten, Golfen, Tennisspielen, Wandern und Klettern.
Viele Schüler des Birklehofs nutzen die ihnen gebotenen Möglichkeiten intensiv. Davon zeugen die Auszeichnungen bei Wettbewerben wie „Jugend musiziert“, „Jugend forscht“, „Jugend debattiert“, „Demokratisch Handeln“, Filmwettbewerben und Sportwettkämpfen sowie die über dem Durchschnitt liegende Zahl der Aufnahmen in die Studienstiftung des deutschen Volkes. Ein Schüleraustausch mit über 40 Schulen auf allen Kontinenten und die Teilnahme an internationalen Umwelt- und Hilfsprojekten ermöglichen den Schülern Begegnungen mit Menschen in aller Welt.

## Schulgemeinschaft
Leben und Lernen in einer großen und doch überschaubaren Gemeinschaft wird am Birklehof als bereichernde Ergänzung zum Aufwachsen in der Familie verstanden. Die meisten Lehrer wohnen am Birklehof, betreuen die Internatshäuser und sind für die Schüler auch außerhalb des Unterrichts ansprechbar. Jeder Schüler ist zur Mitgestaltung des „Gemeinwesens Birklehof“ aufgefordert. In den für alle verbindlichen Diensten lernen die Schüler, ihre Fähigkeiten für andere einzusetzen, Verantwortung zu übernehmen und mit persönlichem Einsatz Veränderungen herbeizuführen.

## Persönlichkeiten

### Bekannte Schüler
- Peter von Blomberg, ehemaliger stellvertretender Vorsitzender von Transparency International Deutschland
- Karl Heinz Bohrer, Literaturwissenschaftler und Essayist
- Daniel von Borries (Abitur 1983), Versicherungsmanager
- Adrian Braunbehrens, Philologe, Johann-Peter-Hebel-Forscher
- Volkmar Braunbehrens, Musikwissenschaftler und Publizist
- Henning Burk, Regisseur und Drehbuchautor
- Carl-Hubertus von Butler (Abitur 1970), Generalleutnant a. D. des Heeres der Bundeswehr, zuletzt Befehlshaber des Heeresführungskommandos
- Georg Ruprecht von Butler (Abitur 1943), ehemaliger deutscher Offizier, zuletzt Generalmajor der Bundeswehr
- Clemens Cording (Abitur 1964), Hochschullehrer für Psychiatrie und für Psychotherapeutische Medizin
- Alexandra Dinges-Dierig, ehemalige Bildungssenatorin (CDU) in Hamburg
- Gerhard Dohrn-van Rossum, Professor für Geschichte, TU Chemnitz
- Gabrielle Donnay (musste den Birklehof aufgrund ihrer jüdischen Wurzeln verlassen), Wissenschaftlerin der Kristallographie und Wissenschaftshistorikerin, McGill University, Carnegie Institution for Science
- Heilwig Gräfin zu Eulenburg (Abitur 1958), deutsche Schriftstellerin
- Nikolaus von Festenberg (Abitur 1966), ehemaliger Spiegel-Redakteur
- Caroline Fetscher (Abitur 1977), Journalistin, seit 1997 Mitarbeiterin des Berliner Tagesspiegel
- Irene Fischer, Schauspielerin („Lindenstraße“)
- Heinrich zu Fürstenberg (kurzzeitig), Brauerei- und Großgrundbesitzer
- Herbert Girardet (Abitur 1961), Autor, Filmemacher, Vorsitzender der Schumacher-Gesellschaft in England, Gastprofessor verschiedener Universitäten in England, Programmdirektor des World Future Council
- Gottfried Gruben (Abitur 1949), Bauforscher
- Friedemann Hahn, Maler
- Christian Heimpel, Politologe und Wirtschaftswissenschaftler
- Hermann Heimpel (Abitur 1950), Hämatologe, Onkologe und Hochschullehrer
- Ulrich Huber (Abitur 1954), Professor der Rechtswissenschaften
- Ewald-Heinrich von Kleist-Schmenzin, Offizier und Widerstandskämpfer
- Michael Klett, Stuttgarter Verleger
- Felix zu Knyphausen, (Abitur 1989), Schauspieler und Drehbuchautor
- Caio Koch-Weser, Vizepräsident und geschäftsführender Direktor der Weltbank, ehemaliger Staatssekretär im Bundesministerium der Finanzen
- Tom Koenigs (Abitur 1962), MdB, Grünen-Politiker, UN-Diplomat, Menschenrechtsbeauftragter der deutschen Bundesregierung unter Bundeskanzler Gerhard Schröder, bis Februar 2006 Sonderbeauftragter des Generalsekretärs der Vereinten Nationen für Afghanistan
- Wolf Koenigs (Abitur 1961), deutscher Bauforscher und Denkmalpfleger
- Jürgen von Kruedener, Historiker, 1987 bis 1993 Präsident der Universität der Bundeswehr München
- Marie Marcks, Karikaturistin
- Bruno Müller-Oerlinghausen, Professor, Psychopharmakologe
- Christof Müller-Wirth (Abitur 1949), deutscher Verleger und Journalist
- Uwe Nettelbeck, Schriftsteller, Herausgeber Die Republik
- Christian Petry (Abitur 1962), deutscher Historiker, Sozialwissenschaftler und Pädagoge
- Ilka Piepgras, Autorin und Journalistin, Redakteurin beim ZEIT-Magazin
- Ludwig Salgo (1957 bis 1958), Professor der Rechtswissenschaften, Kinder- und Familienrechtler in Frankfurt, Fachberater der Bundesregierung
- Barbara Schmitz (Abitur 1988) Philosophin
- Meike Schlüter (Abitur 1991) Schauspielerin
- Michael Schönborn, (1967–1970) österreichischer Schauspieler
- Wieland Schulz-Keil (Abitur 1966), Filmproduzent
- Ernst-Ludwig Schwandner (Abitur 1958), Bauforscher und Klassischer Archäologe
- Moritz von Uslar (Abitur 1989), Autor und Journalist, Ex-Spiegel-Redakteur
- Henning Venske, Kabarettist
- Ernst Ulrich von Weizsäcker (1/4 Jahr 1952), bis 2000 Präsident des Wuppertal Instituts für Klima, Umwelt, Energie
- Daniel Ziblatt, Politikwissenschaftler, Harvard University

### Bekannte Lehrer und weitere Persönlichkeiten
- Clara von Arnim (1909–2009) Deutsche Autorin, Hauserwachsene 1959–1962
- Carl Joachim Classen (1928–2013), Klassischer Philologe, 1949 Hauserwachsener und Mitarbeiter im Platon-Archiv
- Hans-Joachim Elster (1908–2001), Limnologe, von 1967 bis 1971 Vorsitzender des Elternbeirats der Schule[27]
- Hellmut Flashar (1929–2022), Klassischer Philologe, 1952 und 1954–56 Mitarbeiter im Platon-Archiv
- Hans Karl Fritzsche (1914–1999), Offizier, Widerstandskämpfer und Ministerialbeamter; von 1950 bis 1955 Lehrer und Erzieher
- Kurt Hahn (1886–1974), Gründer des Birklehofs und der Schlossschule Salem
- Hartmut von Hentig (1953–1955), Pädagoge und Nestor der Reformpädagogik
- Helmut Lindemann, Publizist, Schulleiter 1961/1962
- Georg Picht (1946–1955), Schulleiter, Religionsphilosoph
- Edith Picht-Axenfeld (1914–2001), Pianistin und Cembalistin, Ehefrau von Georg Picht
- Gottfried Schramm, Historiker
- Rudolf Till, Altphilologe, Unterrichtsleiter bis 1958
- Kurt Thomas, ehemaliger Thomaskantor, leitete in den 1960er Jahren regelmäßig einmal pro Jahr eine Schulchorwoche mit geistlichen Werken Johann Sebastian Bachs
- Günter Wojaczek (1932–1997), Altphilologe (unterrichtete hier vom 1. Januar 1960 bis zum Schuljahresende am 7. April 1960)

## Trivia
Der Birklehof ist Namensgeber einer 1999 entdeckten Art von Bärtierchen (Tardigrada): Diphascon birklehofi. Als Entdecker brachte der Biologe und ehemalige Lehrer Rolf Schuster mit dieser Bezeichnung seine langjährige Verbundenheit mit der Schule zum Ausdruck.